# Nymphaea colorata
Nymphaea colorata Peter – gatunek grzybieni. Opisany został przez Petera w 1928 r. Według The Plant List jest to takson niepewny, o nieokreślonej pozycji. Występuje w tropikalnych rejonach południowo-wschodniej Afryki (w Tanzanii). W Polsce jest uprawiany w szklarniach niektórych ogrodów botanicznych (np. w Ogrodzie Botanicznym w Krakowie).

## Morfologia
Hydrofit z pędem rosnącym w postaci kłącza na dnie płytkich, eutroficznych zbiorników. Liście i kwiaty na długich ogonkach i szypułkach sięgają powierzchni wody. Kwiaty zakwitają nad wodą, owoce natomiast dojrzewają pod wodą.

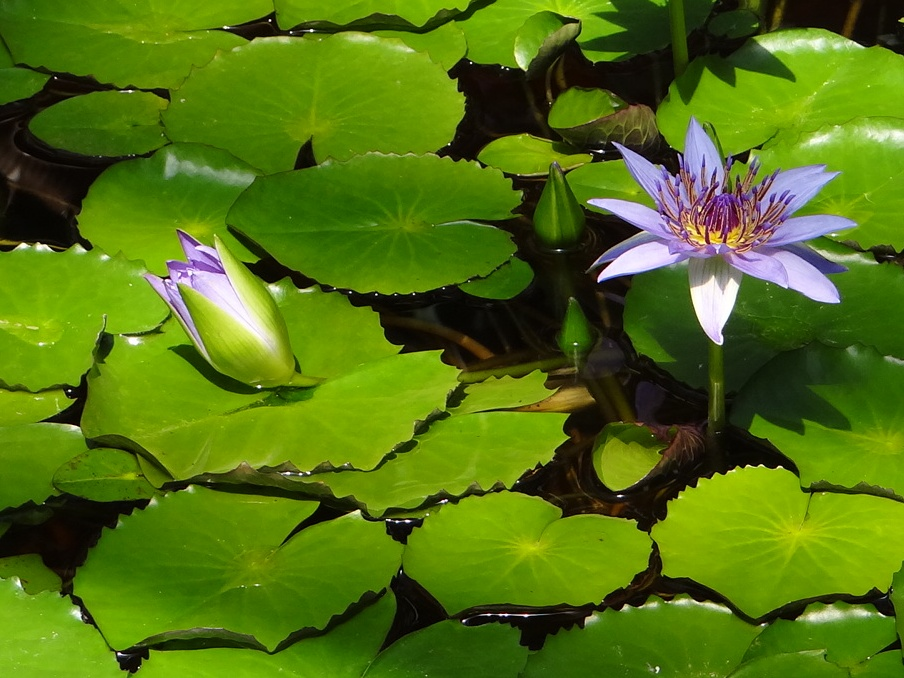